# Iwajlo Jordanow (Fußballspieler)
Iwajlo Stoimenow Jordanow (bulgarisch Ивайло Стоименов Йорданов, wiss. Transliteration Ivajlo Stoimenov Jordanov; * 22. April 1968 in Samokow) ist ein ehemaliger bulgarischer Fußballspieler.

## Sportliche Erfolge
1991 wurde er mit 21 Toren Torschützenkönig der bulgarischen A Grupa. Im Jahr 2000 gewann er mit Sporting Lissabon die portugiesische Meisterschaft und ist Titelträger des portugiesischen Pokals Taça de Portugal. Er spielte (in Meisterschaft und im UEFA-Cup) insgesamt 312 Spiele, in denen er 63 Tore für Sporting Lissabon erzielen konnte.
1998 erhielt er den Preis Fußballer des Jahres (Bulgarien).

## Spiele in der Bulgarischen Nationalmannschaft
Ivailo Jordanov hatte sein Debüt in der Bulgarischen Nationalmannschaft am 28. Mai 1991 gegen Brasilien (0:3). Er wurde in insgesamt 51 Spielen eingesetzt, in denen er vier Tore erzielte. Sein letztes Spiel fand am 16. August 2000 gegen Belgien statt (1:3 in Sofia). Er ist Teil des bisher erfolgreichsten bulgarischen Nationalteams, zur Fußballweltmeisterschaft 1994 in den USA (in 5 Spielen gespielt) und nahm an der Fußballweltmeisterschaft 1998 in Frankreich und der Fußball-Europameisterschaft 1996 in England (jeweils 3 Spiele) teil.

## Weitere Laufbahn
2001 war er Co-Trainer bei Sporting Lissabon. Für einige Zeit war er Assistenztrainer von Christo Stoitschkow in der Nationalmannschaft von Bulgarien. 1995 wurde für seine sportlichen Erfolge Ehrenbürger der Gemeinde Gorna Orjachowiza.